# ديفين أوليفر
ديفين أوليفر (بالإنجليزية: Devin Oliver)‏ مواليد 2 يوليو 1992 في كالامازو، هو لاعب كرة سلة أمريكي. بدأ مسيرته الاحترافية في سنة 2014. يحمل الرقم 5. يبلغ طوله 6 قدم 8 بوصة (2.0 م). لعب مع إس بي أو روان باسكت في الدوري الفرنسي لكرة السلة الدرجة الأولى ونادي أوليمبيا لكرة السلة في الدوري السلوفيني لكرة السلة.

## روابط خارجية
- ديفين أوليفر على موقع كرة السلة الأوروبية.كوم (الإنجليزية)
- ديفين أوليفر على موقع DraftExpress.com (الإنجليزية)
- ديفين أوليفر على موقع كلية كرة السلة في سبورتس رفرنس.كوم (الإنجليزية)
- ديفين أوليفر على موقع ريلجم (الإنجليزية)
- ديفين أوليفر على موقع بروبوليرز (الإنجليزية)
- ديفين أوليفر على موقع سبورتس رفرنس (الإنجليزية)